# Fergus McFadden
Fergus L. McFadden (Condado de Kildare, 17 de junio de 1986) es un jugador irlandés de rugby que se desempeña como wing y juega en el Leinster Rugby del Pro14.

## Selección nacional
Juega con el XV del Trébol desde su debut en el Torneo de las Seis Naciones 2011. Por el momento lleva 34 partidos jugados y 50 puntos marcados, productos de 10 tries.

### Participaciones en Copas del Mundo
Participó de Nueva Zelanda 2011 donde los irlandeses ganaron su grupo, con una victoria ante los Wallabies incluida, pero fueron eliminados en cuartos de final.
| Mundial                       | Sede          | Resultado        | PJ | Tries |
| ----------------------------- | ------------- | ---------------- | -- | ----- |
| Copa Mundial de Rugby de 2011 | Nueva Zelanda | Cuartos de final | 1  | 1     |

## Palmarés
- Campeón del Torneo de las Seis Naciones de 2014 y 2018.
- Campeón de la Champions Cup de 2008–09, 2010–11, 2011–12 y2017-18.
- Campeón de la Copa Desafío de 2012–13.
- Campeón del Pro14 de 2007–08, 2012–13 y 2013–14.